# Колесников, Сергей Валентинович
Серге́й Валенти́нович Коле́сников (4 января 1955, Москва — 29 апреля 2023, Москва) — советский и российский актёр театра и кино, телеведущий, заслуженный артист Российской Федерации (1994).

## Биография
Родился 4 января 1955 года в Москве в интеллигентной семье. Младший сын Марии Павловны (род. 1920) и Валентина Ивановича (1915—1977) Колесниковых.
Старшие братья — Владимир (умер) и Игорь (род. 1949).
В 1978 году окончил Школу-студию МХАТ (курс Софьи Пилявской и Владимира Богомолова).
Был принят в труппу Московского художественного театра. После раздела театра работал в МХАТ им. М. Горького. В 1990 году перешёл в МХТ им. Чехова, где проработал до октября 2011 года.
Дублировал в современной версии Джеймса Бонда (Шон Коннери (1-5) и Роджер Мур).
С 21 мая 2006 по 7 октября 2012 года являлся ведущим телепрограммы «Фазенда» («Первый канал»).
Скончался 29 апреля 2023 года на 69-м году жизни в Москве. Причина смерти — инсульт. Похоронен 2 мая 2023 года на Троекуровском кладбище.

### Личная жизнь
Жена — Мария Колесникова — художник, работала на телевидении, в кино и театре.
Сын Александр Колесников (род. 1981), архитектор. Сын Иван Колесников (род. 1983), актёр.

## Работы

### Театр

#### МХАТ им. М. Горького
- «На всякого мудреца довольно простоты» А. Н. Островского — Глумов[6]
- «На дне» М. Горького — Васька Пепел

#### МХТ им. Чехова
- 2003 — «Последняя жертва» А. Н. Островского. Режиссёр: Юрий Ерёмин — Дульчин[11]
- 2004 — «Король Лир» Шекспира. Режиссёр: Тадаси Судзуки — Граф Глостер[12]

#### Московский драматический театр им. Н.В. Гоголя
- 1999 - «Верная жена» C. Моэм. Режиссёр: Алексей Говорухо - Джон Мидлтон

### Фильмография
| Год  |     | Название                                    | Роль                                                                                  |
| ---- | --- | ------------------------------------------- | ------------------------------------------------------------------------------------- |
| 1976 | ф   | Долги наши                                  | эпизод                                                                                |
| 1976 | ф   | Только вдвоём                               | Сергей Кротов                                                                         |
| 1976 | ф   | Середина жизни                              | инженер Игорь                                                                         |
| 1979 | ф   | Вижу цель                                   | Евгений Анатольевич Золотарёв, замполит                                               |
| 1979 | тсп | Этот фантастический мир. Выпуск 2           | янки                                                                                  |
| 1979 | ф   | Своё счастье                                | Колесников, бригадир студентов-шабашников                                             |
| 1980 | тсп | Мятеж                                       | красноармеец-мятежник (нет в титрах)                                                  |
| 1981 | ф   | Балада о песне                              | Имя персонажа не указано                                                              |
| 1982 | тсп | Этот фантастический мир. Выпуск 6           | Даннинг, учёный-изобретатель                                                          |
| 1985 | тсп | Принц и нищий                               | Гендон                                                                                |
| 1985 | ф   | Человек с аккордеоном                       | жених на свадьбе                                                                      |
| 1987 | тсп | Так победим!                                | Харитон (нет в титрах)                                                                |
| 1991 | ф   | Царь Иван Грозный                           | Хлопко, разбойник                                                                     |
| 1992 | ф   | Квартира                                    | Василий Чинариков, ветеран афганской войны                                            |
| 1992 | с   | Мелочи жизни                                | Сергей Кузнецов, инженер                                                              |
| 1993 | ф   | Итальянский контракт                        | эпизод                                                                                |
| 1994 | ф   | Петербургские тайны                         | следователь                                                                           |
| 1995 | тсп | Сретенка… Встречи                           | Имя персонажа не указано                                                              |
| 1995 | тсп | Трагики и комедианты                        | киноартист в роли купца                                                               |
| 1998 | с   | Чехов и Ко                                  | организатор похорон (5 серия «Дипломат») / Тигров-трагик (6 серия «Актёрская гибель») |
| 2001 | ф   | Игры в подкидного                           | Акрамовский                                                                           |
| 2003 | тсп | Верная жена                                 | Джон Миддлтон                                                                         |
| 2003 | тсп | Кабала святош                               | Шарль Варле де Лагранж, «Регистр»                                                     |
| 2003 | ф   | С Новым годом! С новым счастьем!            | Имя персонажа не указано                                                              |
| 2003 | с   | Сыщики-2                                    | Юрий Терентьевич Залогин                                                              |
| 2003 | тсп | Учитель словесности                         | Рутилов                                                                               |
| 2003 | ф   | Чистые ключи                                | Анатолий Степанович Кузьмичёв                                                         |
| 2004 | с   | Время жестоких                              | Лев Никитович Самойленко, бывший полковник КГБ                                        |
| 2004 | ф   | Джек-пот для Золушки                        | эпизод                                                                                |
| 2004 | ф   | Не забывай                                  | Петр Борисов, хирург                                                                  |
| 2004 | с   | Неотложка                                   | адвокат Суровцев                                                                      |
| 2004 | с   | Москва. Центральный округ-2                 | эпизод                                                                                |
| 2004 | ф   | Папа                                        | начальник медицинского поезда                                                         |
| 2005 | ф   | Далеко от Сансет бульвара                   | Городецкий                                                                            |
| 2005 | с   | Дело о «Мёртвых душах»                      | Держиморда                                                                            |
| 2005 | с   | МУР есть МУР 2                              | Олег Торопов, бард                                                                    |
| 2005 | с   | Мошенники                                   | директор банка                                                                        |
| 2005 | с   | Сыщики-4                                    | Саша Богомазов, фотограф                                                              |
| 2005 | с   | Студенты-1                                  | священник, отец Макса                                                                 |
| 2006 | с   | Сёстры по крови                             | Юрий Владимирович Шевчук, писатель и крупный акционер фирмы                           |
| 2006 | ф   | Никогда не разговаривайте с неизвестными    | мэр                                                                                   |
| 2006 | с   | Счастье по рецепту                          | Сергей                                                                                |
| 2007 | с   | Личная жизнь доктора Селивановой            | Игорь                                                                                 |
| 2007 | ф   | Сердцу не прикажешь                         | Алексей Матецкий                                                                      |
| 2009 | ф   | Замёрзшие души                              | Дмитрий                                                                               |
| 2009 | ф   | Всё возможно                                | Юрий Каширин, композитор                                                              |
| 2010 | с   | Преступление будет раскрыто 2               | эпизод                                                                                |
| 2011 | ф   | Шапито-шоу                                  | камео                                                                                 |
| 2011 | с   | Дальнобойщики 3                             | капитан таможни                                                                       |
| 2012 | ф   | Преступление по наследству                  | папа Ани                                                                              |
| 2013 | ф   | Крепкий орешек: Хороший день, чтобы умереть | Виктор Чагарин, бизнесмен                                                             |
| 2013 | с   | Тайны института благородных девиц           | князь Алексей Сергеевич Вишневецкий/Адмирал, король преступного мира                  |
| 2014 | ф   | Чёрное море                                 | Левченко                                                                              |
| 2015 | с   | Людмила Гурченко                            | чиновник Госкино                                                                      |
| 2015 | с   | Марш-бросок. Охота на «Охотника»            | генерал Вакуленко                                                                     |
| 2016 | с   | Мамочки                                     | папа Кости                                                                            |
| 2018 | с   | МакМафия                                    | священник                                                                             |
| 2018 | с   | Новый человек                               | Мельников, отец Вити                                                                  |
| 2021 | ф   | Золотая кровь. Чертолье                     | Вишняков                                                                              |
| 2021 | ф   | Идеалист                                    | Роберт Янович                                                                         |
| 2021 | с   | Тайна спящей дамы                           | Леонид                                                                                |
| 2022 | с   | Анатомия убийства 5                         | Дмитрий Алексеевич Черникин                                                           |
| 2022 | ф   | Анна и тайна теней                          | Имя персонажа не указано                                                              |
| 2022 | с   | Второе зрение 2                             | Деррида                                                                               |
| 2022 | ф   | За всех в ответе                            | Аркадий                                                                               |
| 2022 | с   | Земский доктор. Восемь лет спустя           | Георгий Павлович                                                                      |
| 2022 | с   | Приказа умирать не было                     | Истрицкий                                                                             |
| 2022 | ф   | За всех в ответе                            | Аркадий                                                                               |
| 2023 | с   | Доктор Краснов                              | Борис Наумович Лифшиц                                                                 |
| 2023 | ф   | Уловить Жору                                | Имя персонажа не указано                                                              |

## Дубляж

### Фильмы

#### Шон Коннери
- 1962 — Доктор Ноу — Джеймс Бонд[13]
- 1963 — Из России с любовью — Джеймс Бонд[13]
- 1964 — Голдфингер — Джеймс Бонд[13]
- 1965 — Шаровая молния — Джеймс Бонд[13]
- 1967 — Живёшь только дважды — Джеймс Бонд[14]

#### Роджер Мур
- 1974 — Человек с золотым пистолетом — Джеймс Бонд[13]
- 1979 — Лунный гонщик — Джеймс Бонд[13]
- 1983 — Осьминожка — Джеймс Бонд[13]
- 1985 — Вид на убийство — Джеймс Бонд[13]

#### Другие фильмы
- 1979 — Безумный Макс — капитан Фред «Фифи» МакЭфи (Роджер Уорд)[15]
- 2000 — Заплати другому — Джерри (Джеймс Кэвизел)[15]
- 2015 — Марсианин — директор НАСА Тедди Сандерс  (Джефф Дэниелс)[15]

### Компьютерные игры
- 2013 — League of Legends — Мастер Йи, Треш[16]
- 2010 — Call of Duty: Black Ops — Никита Драгович[17]
- 2009 — Warhammer 40,000: Dawn of War II[14] — Габриэль Ангелос

## Награды и звания
- Заслуженный артист Российской Федерации (29 августа 1994 года) — за заслуги в области театрального искусства[1]
- Медаль ордена «За заслуги перед Отечеством» II степени (23 октября 1998 года) — за многолетнюю плодотворную деятельность в области театрального искусства и в связи со 100-летием Московского Художественного академического театра[18]